# Teatinorden
Teatinorden är en romersk-katolsk regulärklerkorden, som grundades 1524 av Gaetano av Thiene och Giovanni Pietro Carafa, sedermera påven Paulus IV.
Ordens medlemmar skulle ursprungligen ägna sig åt predikan samt åt vård av sjuka och fattiga. Kyrkan Sant'Andrea della Valle i Rom är säte för ordensgeneralen som väljs på sex år.